# 親衛隊人種及び移住本部

RuSHAのシンボルであった「オダール・ルーン」

親衛隊人種及び移住本部（Rasse- und Siedlungshauptamt-SS、略称RuSHA）は、ナチス・ドイツの親衛隊（SS）の12ある本部の1つ。

## 沿革
親衛隊員数が増加してくると、ハインリヒ・ヒムラーは親衛隊員をもっと厳しく選抜し、長身・金髪・碧眼の北方人種によるエリート集団にすることを目指すようになった。

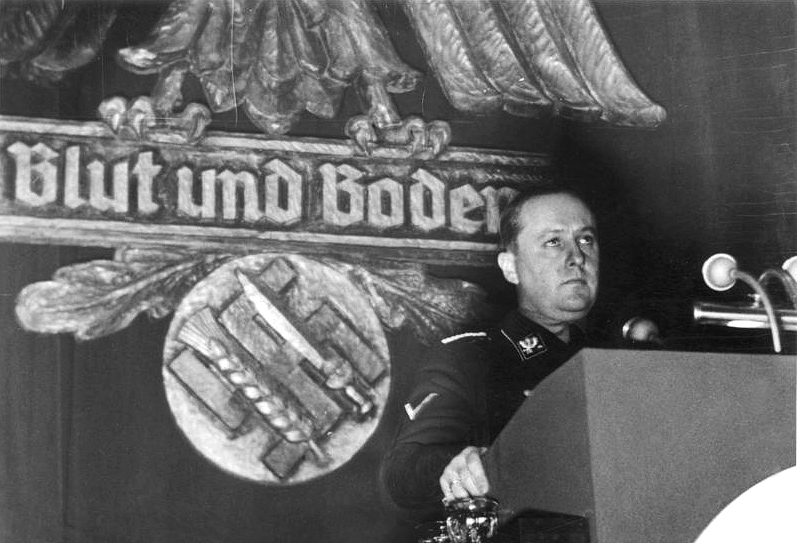
1937年、リヒャルト・ヴァルター・ダレ

ヒムラーは、1931年12月31日の親衛隊員の結婚に関する命令の中で「SSは特別に選抜されたドイツ北方人種の団体である」と定め、「隊員の婚姻は1932年1月1日より許可制とする」と定めた。そして申請された婚姻について、人種・遺伝的関係から調査を行う機関としてリヒャルト・ヴァルター・ダレ親衛隊大佐（当時）のもとに親衛隊人種及び移住局が創設させた。しかし不許可事例は少なく、婚姻許可制はかなり形式的になり、実質的にはあまり機能していなかった。
さらにRuSHAの人種委員会は人種について「1、純粋北方人種」、「2．圧倒的に北方人種であるかファーレン人種」「3．基本的に先の2つの人種だが、それにアルプス山地人種、ディナール人種（南欧）、地中海人種が少し混じっている人種」「4．東方（東欧）系。もしくはアルプス系混血」「5．ヨーロッパ人以外の外人種との混血」という5種類の分類を行い、親衛隊員として選抜されうるのは1から3までと定め、親衛隊員入隊希望者の人種的選抜を行った。

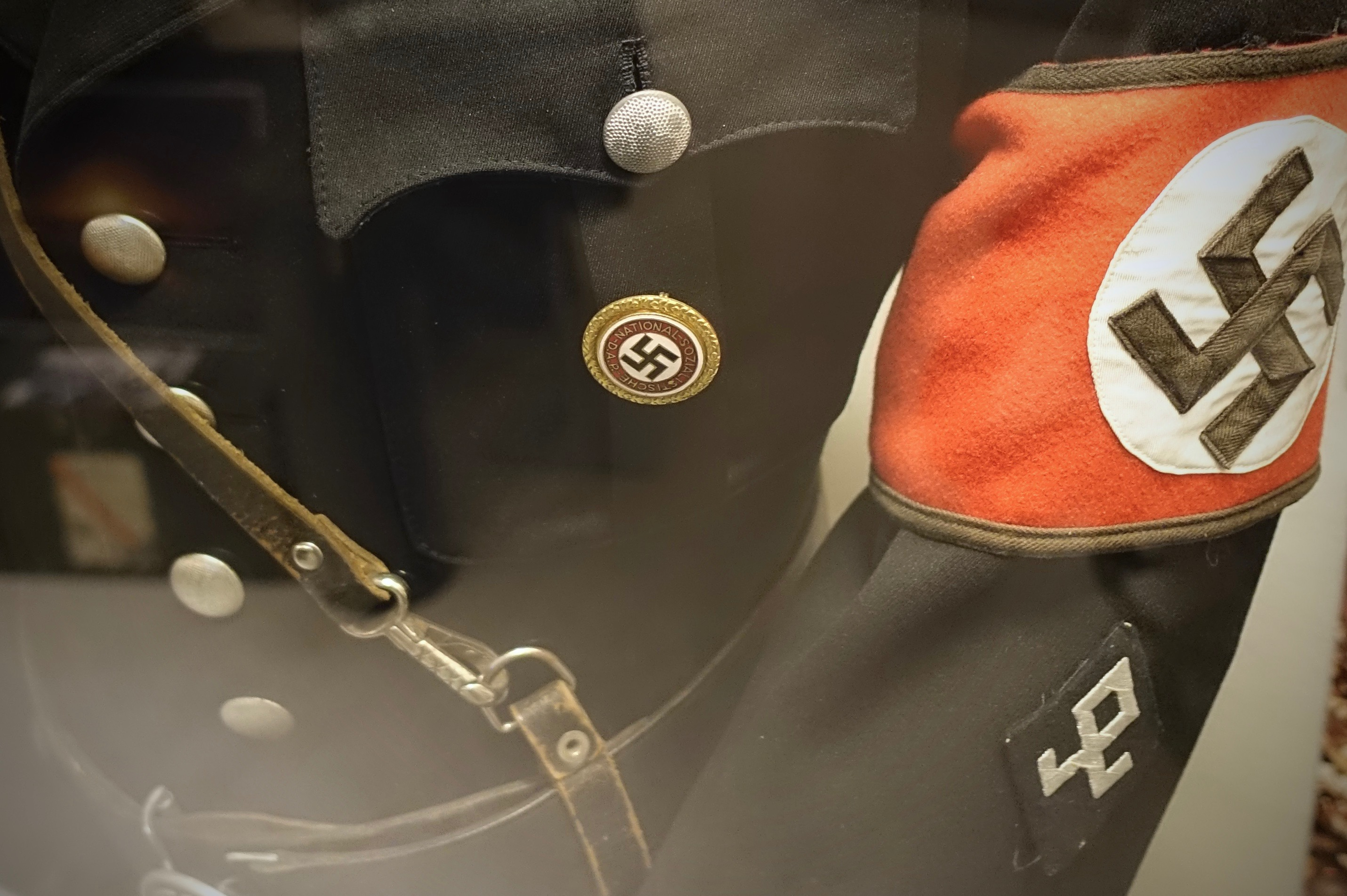
オダールのあしらわれたRuSHA職員用のダイヤモンド袖章

はじめは親衛隊員の教育はRuSHAが担っており、ヒムラーとダレのイデオロギーに基づいた人種教育が行われていたが、「アーリア人史」など空虚な人種的妄想や民族主義の講義は隊員たちからすぐに飽きられて不人気だった。結局親衛隊本部に教育権が移された。
親衛隊の本部制が導入されると、1935年1月30日に親衛隊本部とともに一番初めに親衛隊の本部に昇格した。ダレは1935年に制定されたニュルンベルク法に定められた「人種・遺伝的犯罪」を犯した者の逮捕の執行権限を親衛隊人種及び移住本部に求めていたが、その権限はラインハルト・ハイドリヒの保安警察本部にあった。1938年にダレとヒムラーの関係は悪化し、ヒムラーは本部長をギュンター・パンケに変更した。
第二次世界大戦中には影響力をかなり弱め、占領地域へのドイツ人の移住・入植問題をドイツ民族性強化国家委員会本部やドイツ民族対策本部と連携して担当した。しかしRuSHAの人種専門家達は、占領した地域に占領後すぐに純血ドイツ人を84万人、ついで110万人、その後毎年20万人を10年にわたって移住させるなどという計画を立てていたという。
その他の主要任務としては、「レーベンスボルン」と「アーネンエルベ」の実質的な運営があった。
戦後にはこの機関に関わった者の裁判、RuSHA裁判がニュルンベルクでアメリカ軍によって行われた。ニュルンベルク継続裁判のひとつである。

## 長官
- 1932年1月1日‐1938年9月11日、リヒャルト・ヴァルター・ダレ親衛隊大佐（のち大将） [6]
- 1938年9月11日‐1940年7月9日、ギュンター・パンケ親衛隊中将（のち大将）[6]
- 1940年7月9日‐1943年4月20日、オットー・ホフマン親衛隊少将（のち大将）[6]
- 1943年4月20日‐1945年5月8日、 リヒャルト・ヒルデブラント親衛隊大将[6]